# Élisabeth-Charlotte de Nassau-Siegen
Élisabeth-Charlotte de Nassau-Siegen (en allemand Elisabeth Charlotte von Nassau-Siegen) est née à Emmerich (duché de Clèves) le 11 mars 1628 et meurt à Culemborg le 16 novembre 1694. Elle est une noble allemande, fille du comte Guillaume de Nassau-Hilchenbach (1592–1642) et de Christine d'Erbach (1596-1646).

## Mariage et descendance
Le 29 novembre 1643 elle se marie à Culemborg avec Georges Frédéric de Waldeck (1620-1692), fils du comte Wolrad IV de Waldeck (1588-1640) et d'Anne-Marie de Bade-Durlach (1587-1649). De ce mariage naissent:
- Wolrad Christian (1644–1650)
- Frédéric Guillaume (1649–1651)
- Louise Anne (1653–1714), mariée avec Georges V d'Erbach.
- Charlotte Amélie (1654–1657)
- Charles Guillaume (1657–1670)
- Charles Gustave (1659–1678)
- Sophie-Henriette de Waldeck (1662–1702), mariée avec Ernest III de Saxe-Hildburghausen (1655-1715).
- Albertine Élisabeth (1664–1727), mariée avec Philippe-Louis d'Erbach-Erbach